# 모태범
모태범(牟太釩, 1989년 2월 15일~)은 대한민국의 전 스피드 스케이팅 선수이다. 은석초등학교 때 선수 생활을 시작해 잠실고등학교 재학 중 국가대표로 뽑혔다. 2010년 현재 한국체육대학교를 졸업했으며, 스피드 스케이팅 부문 남자 500m·1000m·1500m에 출전했다. 2009년 12월 11일 미국 솔트레이크시티에서 열린 월드컵 대회 1500m에서 1분 42초85로 한국 신기록을 세우며 3위에 올랐다.
2010년 동계 올림픽 스피드 스케이팅 남자 500m 경기에서 1차 시기 34초 923, 2차 시기 34초 906을 기록하며 종합 69초 82로 금메달을 따냈다. 모태범이 딴 금메달은 올림픽에서 대한민국 빙속(쇼트트랙 이외 종목) 역사상 첫 금메달이다.
2014년 동계 올림픽 스피드 스케이팅 남자 500m 경기에서 1차 시기와 2차 시기에 참여해 4위를 기록하였다.

## 학력
- 은석초등학교
- 경희중학교
- 잠실고등학교
- 한국체육대학교

## 주니어 대회
모태범이 처음으로 출전한 대회는 2004년 11월 23일과 24일에 열린 2005년 대한민국 종목별 선수권 대회였다. 1000m 경주에서 1분 16.81초로 10위를 기록했으며, 1500미터 경주에서는 1:59.47초의 성적으로 3위를 기록하였다. 다음에 참가한 대회는 2005년 세계 주니어 선수권 대회로, 500m, 500m, 1500m, 3000m, 5000m 종목에 참가하였으나 모든 종목에서 10위 밖의 성적을 기록하였고, 500m에서는 38.21초의 성적으로 5위를 기록되었다. 2006년 대한민국 스프린트 선수권 대회에서는 500m와 1000m, 사마로그 종목에 참가하였다.
이후에는 2006년 대한민국 종목별 선수권 대회의 1000m 종목에 참가하여 1:13.99초의 기록으로 5위에 올랐으며, 에르푸르트에서 개최한 2006년 세계 주니어 스피드 스케이팅 선수권 대회에서 주니어 자격으로는 마지막으로 경기에 참가하였다. 이 대회에서 그는 500m에서 35.83, 1500m에서 1:49.71을 달성하며 두 종목에서 1위를 차지하였다.

## 성인 대회

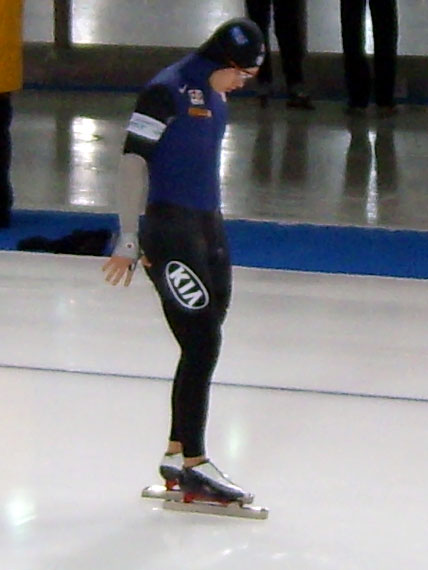
2008–2009년 스피드 스케이팅 월드컵

모태범은 2010년 동계 올림픽 이전의 세계권 성인 대회에서 우승한 적이 없었으나, 최근의 2009-10년 스피드 스케이팅 월드컵에서는 2위를 기록하였다. 모태범이 성인 자격으로 처음 출전한 대회는 2007년 대한민국 종목별 선수권 대회였다. 2008-09년 스피드 스케이팅 월드컵에서는 개인 종목 10위에는 들지 못하였으나, 전체 순위에서는 10위를 기록하였다. 2009년 세계 종목별 스피드 스케이팅 선수권 대회에서는 1:10.11초의 기록으로 1000m 8위에 랭크되었으며, 1500m 종목에서는 1:48.07초의 기록으로 11위에 올랐다.
2009년 동계 유니버시아드에서는 1000m와 1500m 종목에서 우승하였다.
2009-10년 시즌의 1000m 네 경주에서 샤니 데이비스와 경쟁하였으나 모두 2위, 또는 3위를 기록하였다.

## 2010년 밴쿠버 동계 올림픽
모태범은 2010년 동계 올림픽 500미터, 1000미터, 1500미터 종목 출전 자격을 얻고, 500미터 종목에서 1차 레이스 34.92초, 2차 레이스 34.90초를 기록하여 금메달을 획득하였다. 경기가 진행된 날은 모태범의 생일이었으며, 이 금메달은 대한민국에서는 쇼트트랙 이외의 종목에서 처음으로 획득한 것이었다. 또한, 세계 1위와 2위에 올라있는 같은 대한민국 대표 이강석과 이규혁을 제치고 우승을 하였다.
또한 1000m 종목에서 샤니 데이비스보다 0.18초 늦은 1:9.12의 기록으로 은메달을 획득하였다.

## 2014 소치 동계 올림픽
소치 동계 올림픽 스피드 스케이팅 남자 500m 경기에서 1차 시기와 2차 시기에 참여해 1차 시기 34초84, 2차 시기도 동일한 기록인 34초84을 기록하면서 전체 합산 기록 69초68으로 기존의 벤쿠버 올림픽 때 기록을 0.13초 단축했지만 아쉽게도 4위를 기록하였다. 4년 사이에 기량이 엄청나게 향상된 네덜란드 선수들의 벽을 넘지 못했다. (그 경기 금,은,동은 모두 네달란드가 가져갔다.)
소치 동계 올림픽 스피드 스케이팅 남자 1000m 경기에서 1분09초37로 12위를 기록하였다.

## 주요 성적
| 날짜            | 종목  | 대회명      | 장소          | 순위 | 기록 (1·3차 합산) |
| --------------- | ----- | ----------- | ------------- | ---- | ----------------- |
| 2010년 2월 15일 | 500m  | 동계 올림픽 | 캐나다 밴쿠버 | 1위  | 69초 82           |
| 2010년 2월 17일 | 1000m | 동계 올림픽 | 캐나다 밴쿠버 | 2위  | 69초 12           |

## 방송
- 2019년 JTBC 《뭉쳐야 찬다》 고정출연(2019년 10월 13일~2021년 1월 31일)
- 2021년 JTBC 《뭉쳐야 쏜다》 - 게스트
- 2021년 SBS Plus 《연애도사》 - 게스트
- 2021년 JTBC 《뭉쳐야 찬다2》 - 고정출연(2021년 8월 9일~현재)
- 2022년 JTBC 《전설체전》 - 고정출연 (2022년 1월 11일~현재)
- 2022년 MBC 《구해줘!홈즈》 - 게스트
- 2022년 KBS 조이 《내일은 천재》 - 게스트
- 2022년 채널A《요즘 남자 라이프 - 신랑수업》 (2022년 4월~2023년 3월 8일)
- 2022년 tvN 《씨름의 제왕》
- 2023년 KBS2 《생존게임 코드레드》 - 고정출연 (2023년 6월 3일 ~현재)
- 2023년 sbs 《강심장리그》 - 게스트
- 2023년 JTBC 《아는형님》 게스트